# Hồ Quý Ly
Hồ Quý Ly (胡季犛), ursprungligt namn Lê Quý Ly (黎季犛), var Vietnams härskare 1400 men abdikerade redan efter åtta månder till förmån för sin son Hồ Hán Thương även om han behöll den verkliga makten.
Han var släkt med några av de sista kungarna av Trandynastin och kom att få en funktion där han hade stor möjlighet att tillsätta och avsätta personer på viktiga poster. När han avsatte Trankejsaren så befann sig Vietnam i en ekonomisk kris och Hồ Quý Ly satte igång flera ambitiösa reformprogram. Han växlade in mynt mot papperssedlar och han genomförde en omfördelning av jord som skulle gynna dem som hade det sämst.
Armén genomgick en upprustning och efter ett krig mot Champa så avträdde de en av landets kärnprovinser till Vietnam, trots att kriget hade gått dåligt för Hồ Quý Ly. Många vietnameser som inte ägde något land tvingades flytta söderut in på det nyligen erövrade området vilket ledde till etniska konflikter.
Kineserna invaderade 1406 och erövrade snabbt Vietnam samtidigt som Champa passade på att ta tillbaka den provins de nyligen förlorat.